# Memoriale di Srebrenica
Il Memoriale di Srebrenica, ufficialmente noto come Memoriale e cimitero di Srebrenica-Potočari per le Vittime del Genocidio del 1995 (tradotto dall'inglese), è un complesso commemorativo situato a Srebrenica, in Bosnia ed Erzegovina.
Il memoriale commemora il genocidio di Srebrenica in cui furono uccise oltre 8000 persone.

## Struttura
Il Memoriale di Srebrenica, situato di fronte all’ex complesso della Forza di protezione delle Nazioni Unite UNPROFOR, è composto da un museo e un cimitero in ricordo delle vittime del massacro.
Il museo presenta una mostra permanente sugli effetti personali ritrovati nelle fosse comuni. L’esposizione è arricchita da film informativi e documentari sugli eventi del genocidio. Dal 2017 è stata inoltre inaugurata una mostra riguardante il ruolo delle forze di pace olandesi presenti durante il massacro. Il museo è attualmente in fase di ampliamento: si sta formando un archivio con libero accesso a documenti d’archivio sulla storia del genocidio. 
Il cimitero, posto al di là della strada, presenta all'entrata il muro della memoria, delle lastre posizionate in semicerchio dove sono incisi i nomi delle 8.000 vittime del massacro di Srebrenica. Vi sono elencate sia le vittime sepolte nel cimitero sia le vittime ancora disperse. All’entrata del sito vi è inoltre la Muṣallā, il luogo per la preghiera comune che precede la sepoltura delle vittime. Intorno all’area centrale si dispongono, a forma di petali di fiore, sette spiazzi di terra coperti quasi interamente da sottili lapidi bianche in ricordo delle vittime del genocidio. Il cimitero è in continua espansione, ed ogni anno vengono sepolti i corpi delle vittime ritrovate.

## Inaugurazione
Il massacro di Srebrenica è stato un genocidio avvenuto nel luglio 1995, ed il Memoriale di Srebrenica ne ricorda le oltre 8000 vittime.
Il Memoriale venne ufficialmente inaugurato il 20 settembre 2003, in presenza di Bill Clinton, presidente degli Stati Uniti d'America nel momento del genocidio. Clinton fu colui che autorizzò la Nato a bombardare l’esercito serbo, decisione sulla quale incisero anche le notizie provenienti da Srebrenica nelle settimane precedenti. Fu anche il presidente americano firmatario degli accordi di Dayton che posero fine alla guerra in Bosnia ed Erzegovina. 
La sua figura è comunque tutt'oggi controversa in questo ambito, essendo egli accusato da alcuni sopravvissuti e dalle famiglie delle vittime di aver agito troppo tardi, lasciando che il genocidio avvenisse.
Durante l’apertura Clinton condannò duramente il genocidio e i suoi autori, riferendosi testualmente a “cattive persone che uccidevano quelle buone” ("The bad people killed the good ones"), e invocando gli arresti di Ratko Mladić (avvenuto il 26 maggio 2011) e Radovan Karadžić (avvenuto il 21 luglio 2008), al tempo ancora latitanti.
(Bill Clinton a Srebrenica, 20 settembre 2003)
La testimonianza di apertura della cerimonia fu assegnata ad una sopravvissuta, Advija Ibrahimović, rimasta orfana di padre all’età di 10 anni a causa del genocidio. Durante l’apertura raccontò la sua storia e fece commuovere la folla, affermando per esempio che “L’umanità intera era stata uccisa” e che “In questo luogo sacro la memoria dei nostri cari non deve essere mai dimenticata”.
La cerimonia di inaugurazione si svolse facendo passare sopra le teste delle famiglie colpite (in lutto da più di 8 anni) 107 bare avvolte in un drappo verde, che vennero sotterrate a fine cerimonia assieme alle 850 che già erano sepolte nel luogo (i corpi rinvenuti furono circa 5000 ma di questi solo un quarto furono riconosciuti dai familiari).
Il complesso (composto dal cimitero e da un museo) è costato circa 5,8 milioni di dollari, raccolti da donazioni estere, compreso un milione donato dagli Stati Uniti d'America.

## Ricorrenze

### 11 luglio
Ogni 11 luglio avviene, nel cimitero del memoriale, la sepoltura dei nuovi corpi delle vittime ritrovate nel corso dell’anno. Delle vittime non restano che poche ossa adagiate in semplici contenitori metallici, contrassegnati da una targhetta e coperti di un drappo verde (che simboleggia la fede islamica). Alla cerimonia di sepoltura partecipano, ogni anno, milioni di persone provenienti da tutto il mondo.
Nel 2020, anno di pandemia da COVID-19, alla commemorazione poterono partecipare solo i familiari stretti delle vittime, il tutto svolto nel rispetto delle misure restrittive e di sicurezza imposte. L'11 luglio dello stesso anno, 25º anniversario del genocidio, solamente poche autorità bosniache poterono partecipare alla cerimonia tenutasi al memoriale, sempre a causa della pandemia: la maggior parte di coloro che avrebbero dovuto presenziare hanno mostrato la loro vicinanza registrando un videomessaggio in cui respingevano con forza le persecuzioni e le violenze. 

#### Identificazione dei corpi
Durante il genocidio i cadaveri venivano gettati nelle diverse fosse comuni sparpagliate su tutto il territorio, azione che rende difficile tuttora determinare la posizione delle fosse e il successivo riconoscimento dei corpi. La riesumazione dei corpi è stata iniziata negli anni novanta dal Tribunale penale internazionale per l'ex Jugoslavia, ma negli ultimi anni è passata sotto la responsabilità delle autorità bosniache.
Al giorno d’oggi, quando si scopre una nuova fossa comune - individuata generalmente tramite testimonianze dei superstiti e documenti raccolti nei processi per crimini di guerra - i resti vengono raccolti in sacche al Centro di identificazione di Tuzla. Questi vengono successivamente ricomposti e, tramite gli effetti personali, i resti dei vestiti e l’analisi del DNA prelevato dalle ossa, vengono riconosciuti e identificati.

#### Marš Mira
Ogni anno, per ricordare i sopravvissuti, i bosniaci organizzano quella che loro chiamano Marš Mira, ossia una "Marcia della pace" che inizia l’8 luglio a Nezuk per finire il 10 luglio a Srebrenica. Tre giorni e 100 km per ricordare le migliaia di persone che tentarono di sfuggire al genocidio, correndo tra le montagne, senza acqua e cibo, rincorsi dall’esercito serbo-bosniaco. La marcia, nata da un’idea dei superstiti di quella fuga, si è tenuta per la prima volta nel 2004 e continua ancor oggi.